# 強納森·亞契
強納森·亞契是《星艦迷航記》科幻系列裡的虛擬人物，是電視節目《星艦迷航記：企業號》裡的主角，由史考特·巴庫拉所飾演。
亞契對於星際艦隊以及星際聯邦的形成扮演了重要角色：亞契在2151至2161年是第一艘星艦企業號（NX-01）的指揮官，後在2184至2192年成為星際聯邦的總統。根據在影集《In a Mirror, Darkly》中的電腦顯示，歷史學家John Gill認為亞契是「22世紀最偉大的探險家」。